# موزه هنرهای تزئینی و معاصر اصفهان
موزه هنرهای تزئینی و موزه هنرهای معاصراصفهان دو موزهٔ جداگانه هستند که هر دو در عمارت های تاریخی قرار دارند.
موزه هنرهای تزئینی اصفهان وابسته به وزارت میراث فرهنگی و موزه هنرهای معاصر اصفهان وابسته به شهرداری اصفهان، دو موزه کنار هم هستند که در شهر اصفهان، خیابان استانداری در مجاورت مجموعه میدان نقش جهان و کاخ چهلستون قرار دارند.

## تاریخچه موزه هنرهای تزئینی اصفهان
عمارت رکیب خانه اصفهان یادگار به جا مانده از قرن ۱۱ هجری است که در نزدیکی بخش اعظمی از مکان‌های تاریخی این شهر قرار دارد. این عمارت همزمان با دوران حکومت شاه عباس اول ساخته شد. با توجه به نام این عمارت و با تکیه بر اسناد موجود از دوران صفویه، به نظر می‌رسد که در این مکان، معمولا لوازم لازم برای سوارکاری و اسب دوانی نگهداری می‌شدند. اما کنار رفتن حکومت صفوی همانا و متروکه شدن چندین ساله عمارت رکیب خانه همان. با این حال، پس از گذشت چند سال، بالاخره در دوران سلطنت قاجارها این بنا دوباره احیا و به عنوان محل زندگی مسعود میرزا ظل السلطان برگزیده شد. با روی کار آمدن خاندان پهلوی، از این بنا به عنوان اداره آمار و ثبت احوال شهر اصفهان استفاده می‌شد اما با پیروزی انقلاب اسلامی، این بنا مورد بازسازی قرار گرفته و در نهایت، در سال ۱۳۷۵ این عمارت به عنوان موزه هنرهای تزئینی اصفهان مورد بهره برداری واقع شد.

## تاریخچه بنا
عمارت رکیب خانه در نزدیکی بناهایی همچون، تالار اشرف ـ کاخ چهلستون ـ عالی قاپو و توحیدخانه قرار دارد، که از جمله بناهای بافت قدیم اصفهان به‌شمار می‌رود.
در اوایل قرن ۱۱ هجری مقارن با سلطنت شاه عباس اول به عنوان یکی از بناهای مجموعه دولتخانه صفوی احداث شد.
با توجه به کلمه رکیبخانه مشخص می‌شود که این عمارت محل نگهداری لوازم سوارکاری و یراق آلات اصطبل دولتی بوده‌است.
بعد از پایان حکومت صفویه این عمارت متروک گردید و بعدها در عصر قاجار به دستور محمد حسین خان صدر اصفهانی صدراعظم نیک‌اندیش فتحعلی شاه احیا شد.
در دوره حکومت مسعود میزا معروف به (ظل السلطان) بعد از انجام تعمیرات و الحاقاتی که با ان دوره سازگار بود به عنوان محل زندگی این حاکم تعیین گردید
در دوران پهلوی اداره امار و ثبت احوال اصفهان در این محل مستقر شد و تغییراتی در ساختمان مخصوصاً در جبهه غربی ان صورت گرفت.
در سال‌های پس از پیروزی انقلاب اسلامی رکیبخانه مورد مرمت اساسی قرار گرفت و بعد از بازسازی مقرر شد اشیاء موجود در موزه هنرهای تزیینی تهران و بفیه اشیاء قدیمی به اصفهان منتقل و در این ساختمان به معرض تماشای عموم قرار گیرند…
این مجموعه شامل مجموعه‌ای از آثار هنری در زمینه‌های متفاوت است که امروزه در عمارت رکیب‌خانه (که در قدیم‌الایام کاخ چهارباغ در آن مستقر بود) نگهداری می‌شود و نمایشگاه‌های مختلفی نیز به مناسبت‌های گوناگون در موزه بر پا می‌گردد که اکثر آن‌ها در زمینهٔ هنرهای اسلامی همچون خوشنویسی و نقاشی قهوه‌خانه‌ای و… هستند.
این موزه‌ها در خیابان استانداری قرار دارند.

## موزه هنرهای معاصر

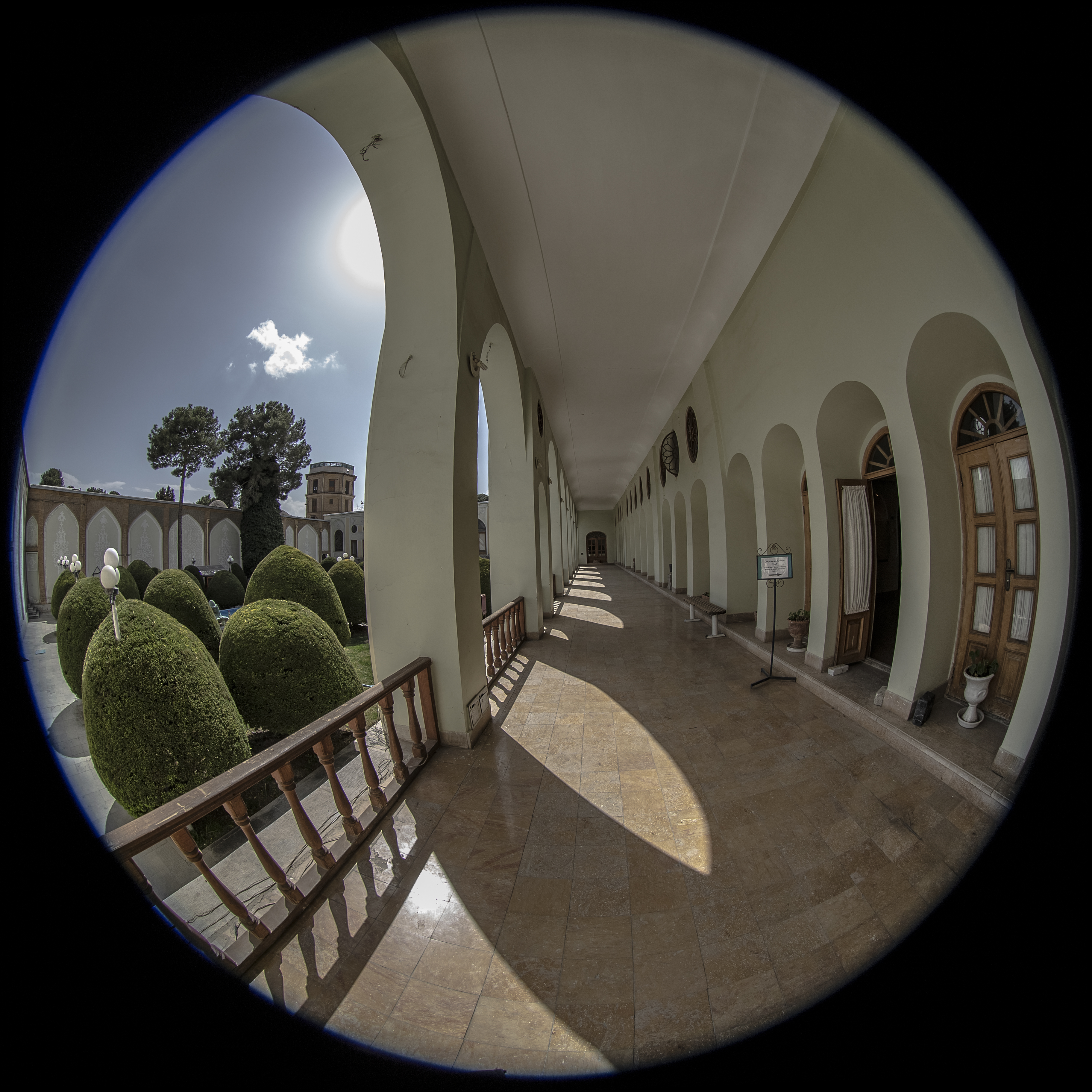
نمایی از موزه هنرهای معاصر شهر اصفهان، عکاسی شده با لنز چشم ماهی

موزه هنرهای معاصر اصفهان به عنوان یک موزه مستقل از موزه هنرهای تزئینی، با مساحتی بالغ بر ۳۰۰۰ مترمربع، دارای ۶ گالری برای برگزاری نمایشگاه‌های هنرهای تجسمی و گنجینهٔ نگهداری آثار فاخر است. این موزه طی سال‌های اخیر میزبان هنرمندان بسیاری بوده‌است.

## وضعیت بازدیدکنندگان
بیشترین بازدیدکنندگان با فراوانی در حدود ۴۰ درصد در طبقهٔ سنی ۳۴–۲۵ سال قرار گرفته‌اند. با استناد به نتایج بدست آمده مهمترین عامل در بهره‌مندی از سرمایه فرهنگی روابط دوستی و آموزش آکادمیک است نه خاستگاه خانواده که بوردیو عامل اصلی بهره‌مندی سرمایه فرهنگی می‌داند. نقش رسانه‌های جمعی با فراوانی در حدود ۴ درصد نقش ناچیزی در آشنایی بازدیدکنندگان با دنیای هنر داشته‌است. ارزیابی سرمایه اقتصادی و وضعیت رفاهی بازدیدکنندگان نشان می‌دهد بیش از ۳۵ درصد از بازدیدکنندگان دارای وضعیت رفاهی متوسط هستند.

## تور مجازی
به مناسبت روز جهانی موزه از تور مجازی موزه هنرهای معاصر اصفهان رونمایی شد. این تور مجازی، در راستای برنامه‌های موزه هنرهای معاصر اصفهان است که با آغاز شیوع ویروس کرونا، حضور در فضای مجازی را در دستور کار خود قرار داده‌است.
به گزارش ایمنا، مهدی تمیزی، مدیر موزه هنرهای معاصر اصفهان ضمن تبریک روز جهانی موزه، گفت: در این تور مجازی، علاوه بر تماشای ساختمان موزه هنرهای معاصر اصفهان، که یکی از عمارت‌های قرار گرفته در دولتخانه صفوی است، تماشای منتخب آثار گنجینه این موزه نیز به دو زبان فارسی و انگلیسی مهیا شده‌است.
وی افزود: عمارت جٌبه‌خانه که امروزه موزه هنرهای معاصر اصفهان است، بخشی از دولتخانه صفوی بوده که در کنار دیگر آثار بر جا مانده از دوران‌ها به یادگار، به دست ما رسیده‌است. همسایه‌های این عمارت: رکیب‌خانه و تالار اشرف (در ضلع جنوبی)، تالار تیموری (در ضلع شمالی)، کاخ چهلستون (در ضلع شمال غربی) و مجموعه میدان نقش جهان و عمارت‌های اطراف آن (در ضلع شرقی) هستند. معماری امروز این بنا، قاجاری و دلیل آن، تخریب و بازسازی این عمارت صفوی در دوره قاجار است.
مدیر موزه هنرهای معاصر اصفهان با اشاره به مساحت ۳ هزار متر مربعی موزه و ۱۸۰۰ متر مربعی زیربنای آن در دو طبقه، تصریح کرد: موزه هنرهای معاصر اصفهان که در اسفند سال ۱۳۷۳ به همت شهرداری اصفهان آغاز به کار کرد، وظیفه دارد به صورت دوره‌ای، نمایشگاه‌هایی از آثار ارزشمند هنر معاصر ایران و جهان را به نمایش درآورد. همچنین برپایی رویدادهای هنرهای تجسمی و نگاهبانی از آثاری که در گنجینه گردآوری شده، بر عهده این مرکز هنری است. گنجینه موزه از نظر حقوقی متعلق به سازمان فرهنگی اجتماعی و ورزشی شهرداری اصفهان و از نظر معنوی متعلق به شهروندان این جهان شهر است.
ایده وقف آثار هنری، از برنامه‌های مهدی تمیزی در دوره مدیریت او بر موزه هنرهای معاصر اصفهان است و برنامه‌ریزی و تبلیغات برای اهدای آثار هنری به گنجینه این موزه، از سال ۱۳۹۷ آغاز شده‌است. اهدای بیش از ۳۷ قطعه اثر از هنرمندان ایرانی و ۴ قطعه اثر از هنرمندان خارجی و ثبت و پلاک بیش از ۶۰ قطعه اثر هنری ثبت نشده و موجود در انبارهای موزه، بخشی از این برنامه است. گنجینه موزه هنرهای معاصر اصفهان هم‌اکنون دارای ۹۶۵ قطعه اثر با ۵۵۶ شماره اموال است.
تور مجازی موزه هنرهای معاصر اصفهان و تماشای منتخب آثار گنجینه موزه، به مناسبت روز جهانی موزه، به آدرس http://imcart.ir/tour آماده تماشای علاقه‌مندان است.

## موزه هنرهای تزئینی
موزه هنرهای تزئینی در اصفهان در سال ۱۹۹۵ تأسیس شد. بیش از ۳۰۰۰ اثر هنری از دوره صفوی و قاجار در موزه نگهداری می‌شود. ساختمان موزه متعلق به دوران عباس اول است. این بنا در دوره عباس اول به عنوان بخشی از آن ساخته شده‌است. در کنار موزه یک طبقه برج وجود دارد که مربوط به دوران قاجار است. این برج ابتدا به عنوان برج دیده‌بانی و سپس به عنوان زندان مورد استفاده قرار گرفت.

## بخش‌های گنجینه

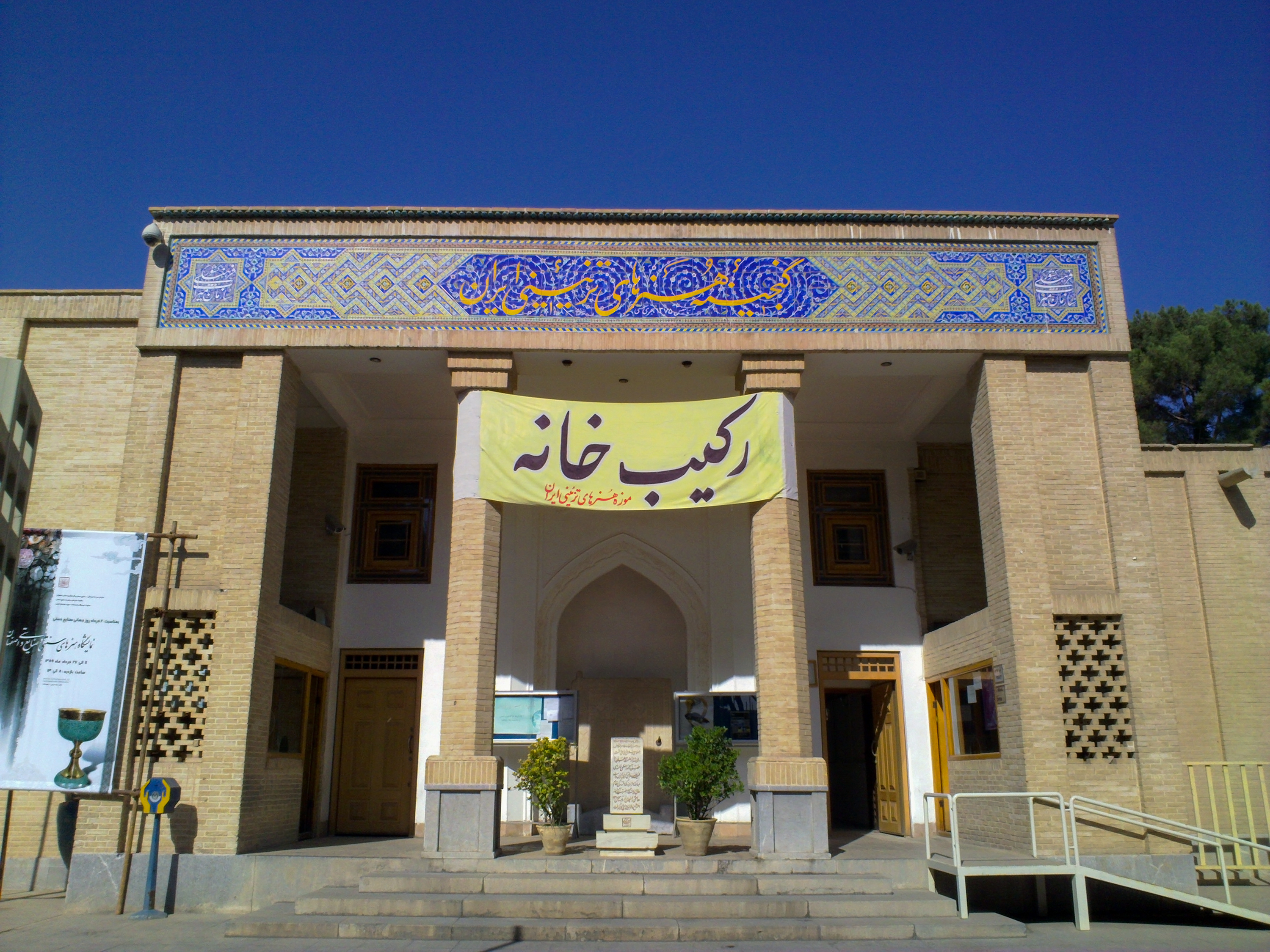
عمارت رکیب خانه

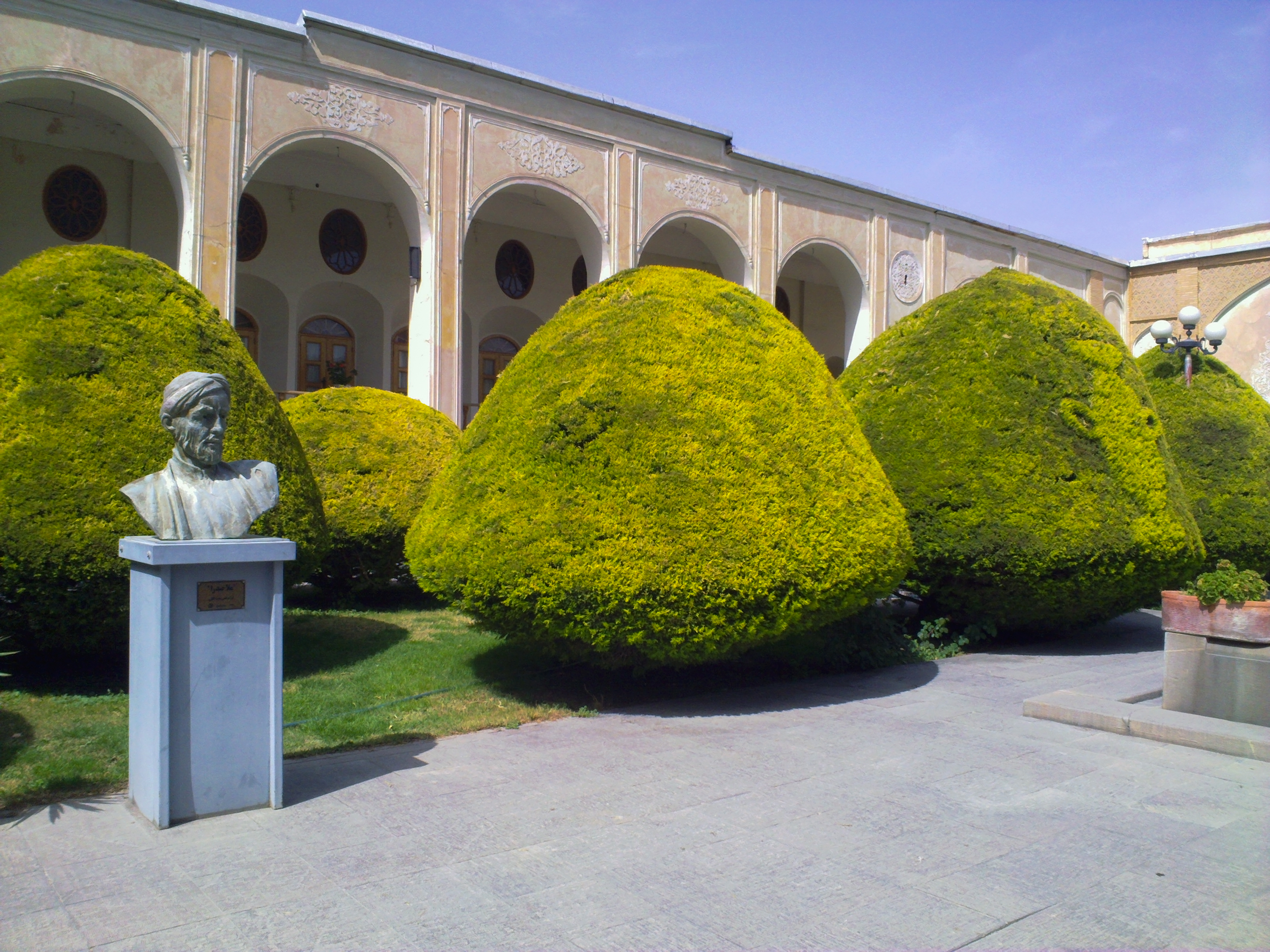
محوطه موزه هنرهای معاصر

در حال حاضر گنجینه هنرهای تزئینی ایران با فضایی به مساحت ۲۶۰۰ متر مربع و حدود ۱۲۰۰ متر فضای نمایشگاهی با دربر گرفتن هفت بخش دائمی صدها اثر نفیس هنری را برای بازدید عموم عرضه کرده‌است. ۷ بخش این موزه عبارت است از:
- بخش خط و کتابت
- آثار لاکی و روغنی
- دستبافته‌ها و رودوزی‌های سنتی
- نگارگری
- آثار فلزی
- آبگینه، سفال و چینی
- آثار چوبی

### خط و کتابت
بخش کتابت مجموعه‌ای از قطعات خوشنویسی اوراق و مجلدات قرآن کریم، احادیث، کتب ادعیه و اشعار است که به‌وسیله هنرمندان و خوشنویسان نامدار و بلندآوازه همچون محمد صادق خوانساری، میرعلی هروی و محمد هاشم لؤلؤ اصفهانی کتابت شده‌است.

### آثار لاکی و روغنی
بخش آثار لاکی مجموعه زیبایی از انواع اشیاء لاکی مذهب، قلمدان‌ها، جای طومار، قاب‌های آئینه، تراز و جلد آلبوم و… است که از استادان بزرگی همچون آقا صادق میرزا بابای شیرازی سمیرمی، فتح‌الله شیرازی و آقا نجفعلی اصفهانی به یادگار مانده‌اند و با نقوش مختلف گل و مرغ، تک چهره، صورت‌سازی، ترنج و سر ترنج شکارگاه زینت یافته‌اند.

### دست‌بافته‌ها
در این بخش منسوجات متنوع و کم‌نظیری از نمونه‌های آثار دورهٔ صفوی تا قاجار به نمایش گذاشته شده‌اند. قلمکارهای ساخت اصفهان از دیگر آثاری است که در این موزه به نمایش گذاشته شده‌اند.

### نگارگری
در بخش نگارگری آثار نگارگری ایرانی در سبک و شیوه‌های مختلف به نمایش درآمده‌اند که از آن جمله می‌توان مینیاتورهای هرات، اصفهان، تبریز و تک چهره‌های قاجاری را برشمرد. تابلو ارزشمند و نفیس «چوگان» اثر میرزا آقا امامی اصفهانی که به شیوهٔ سوخت و معرق و مینیاتور روی چرم خلق شده از آثار جالب این بخش است.

## نگارخانه

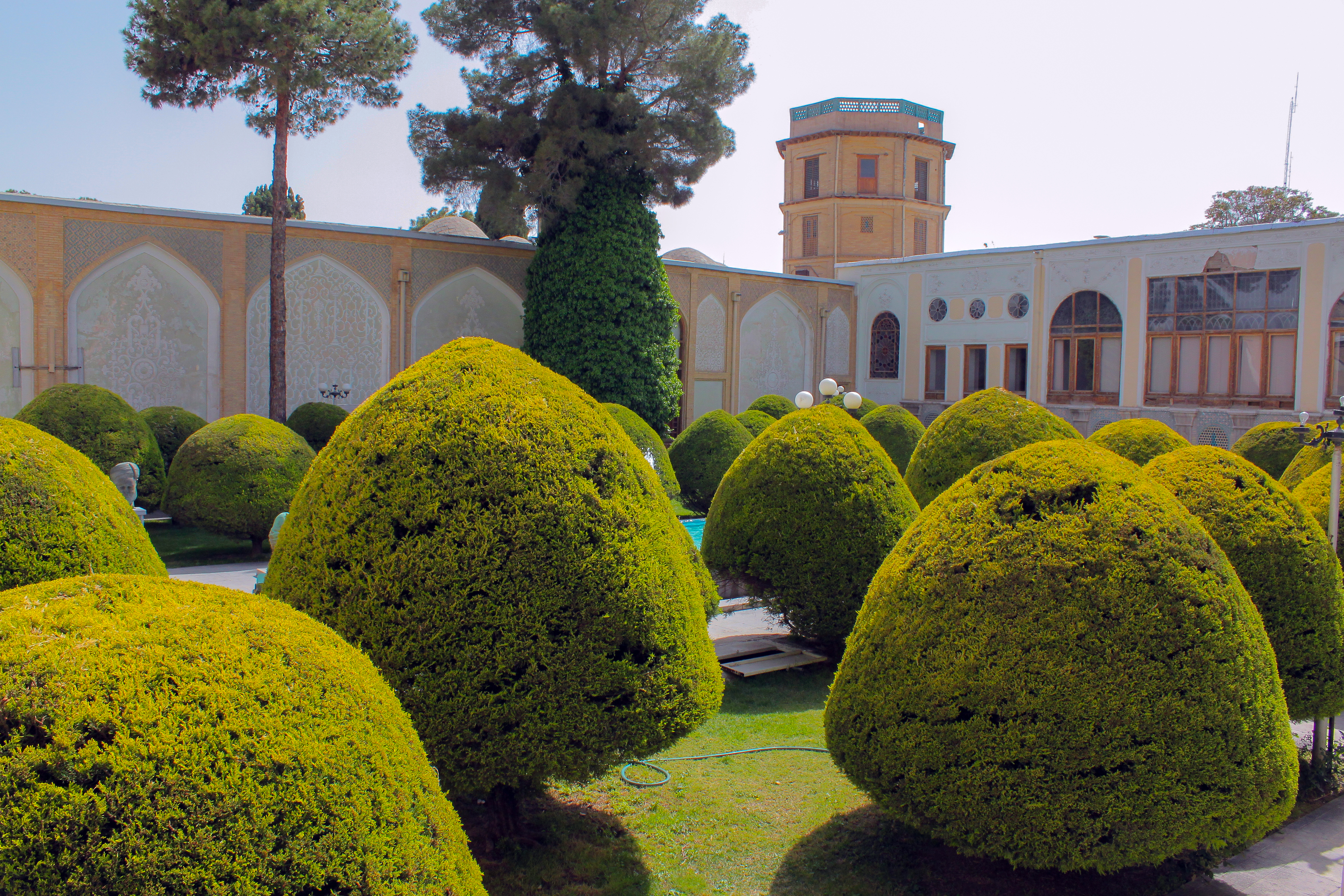
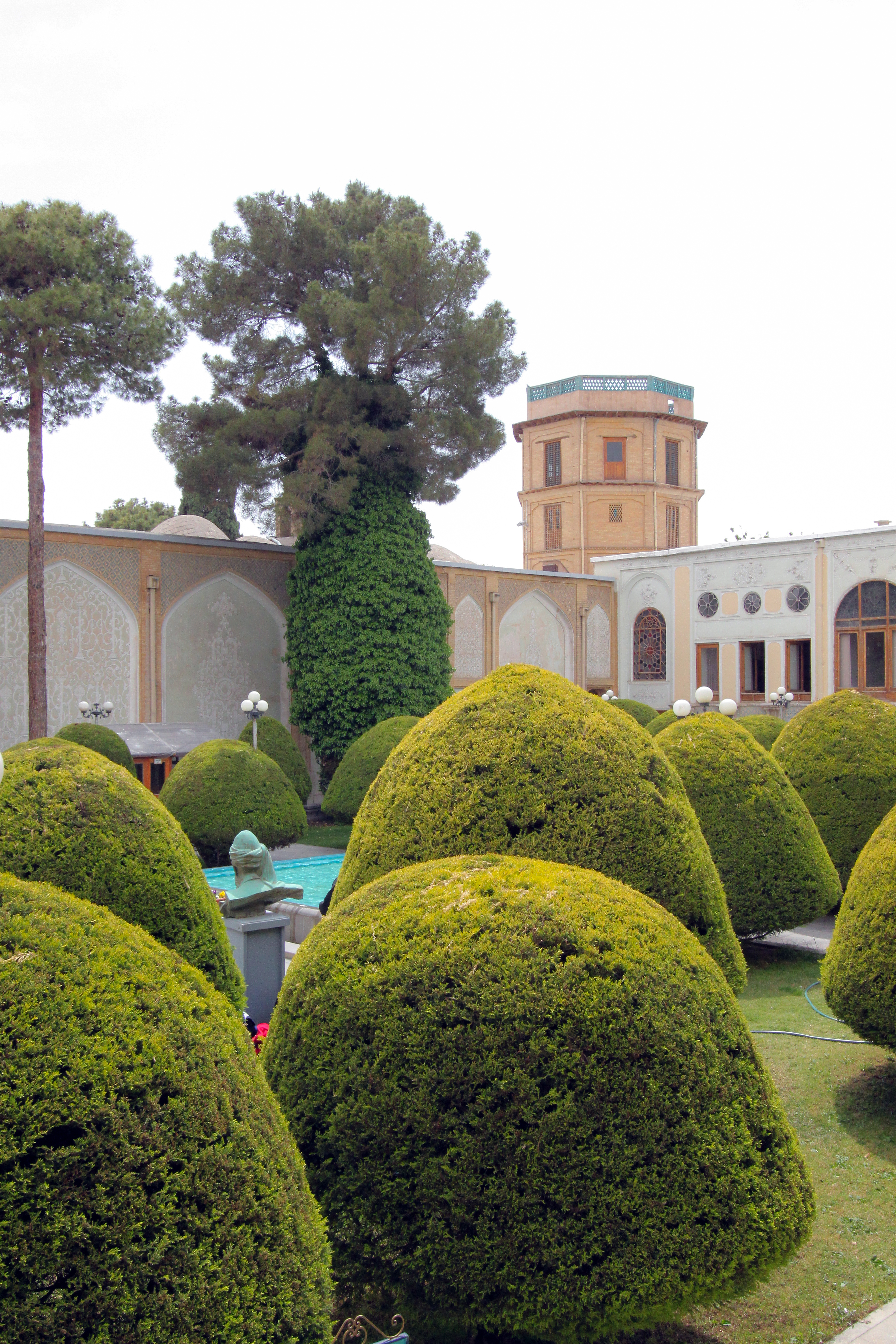
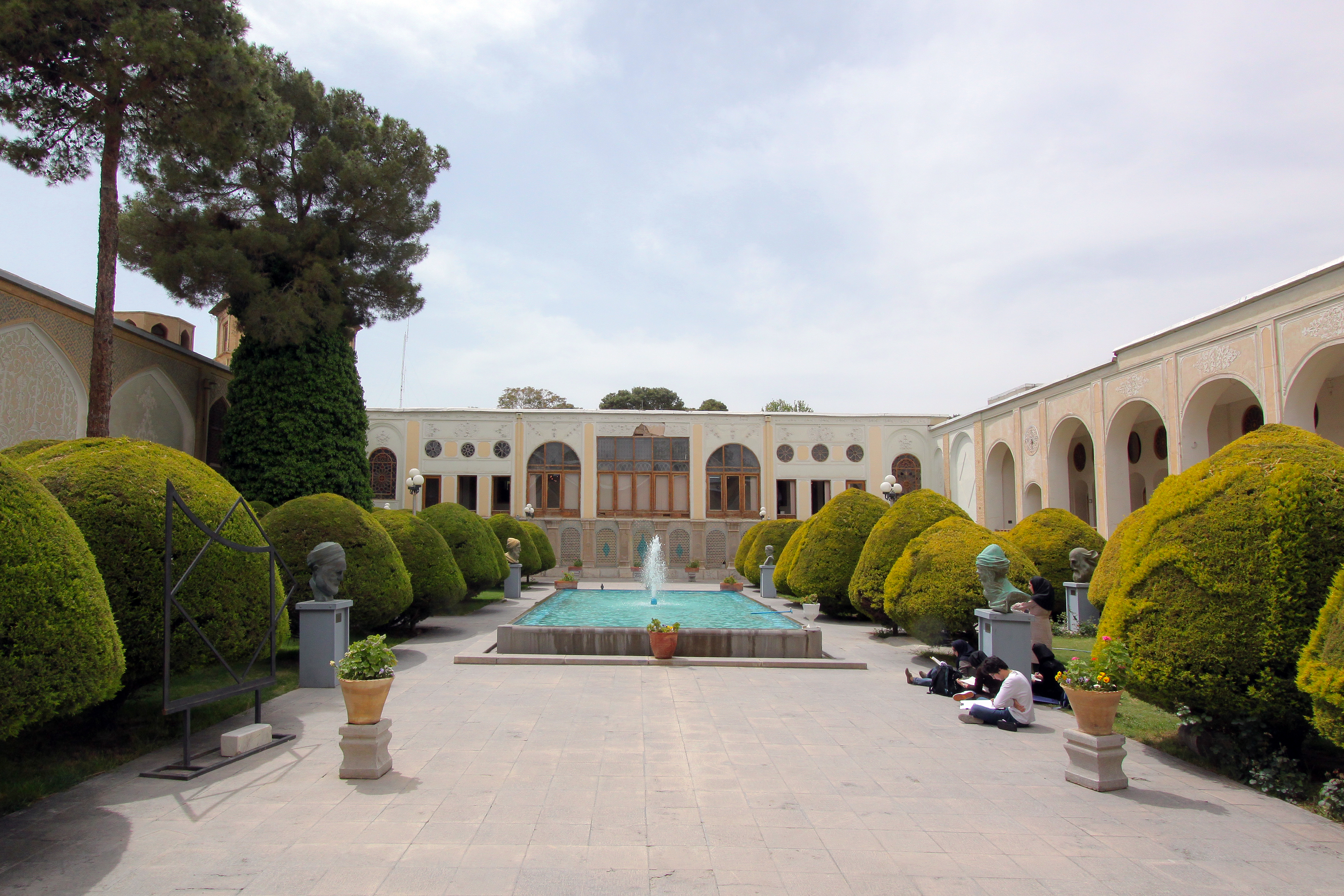
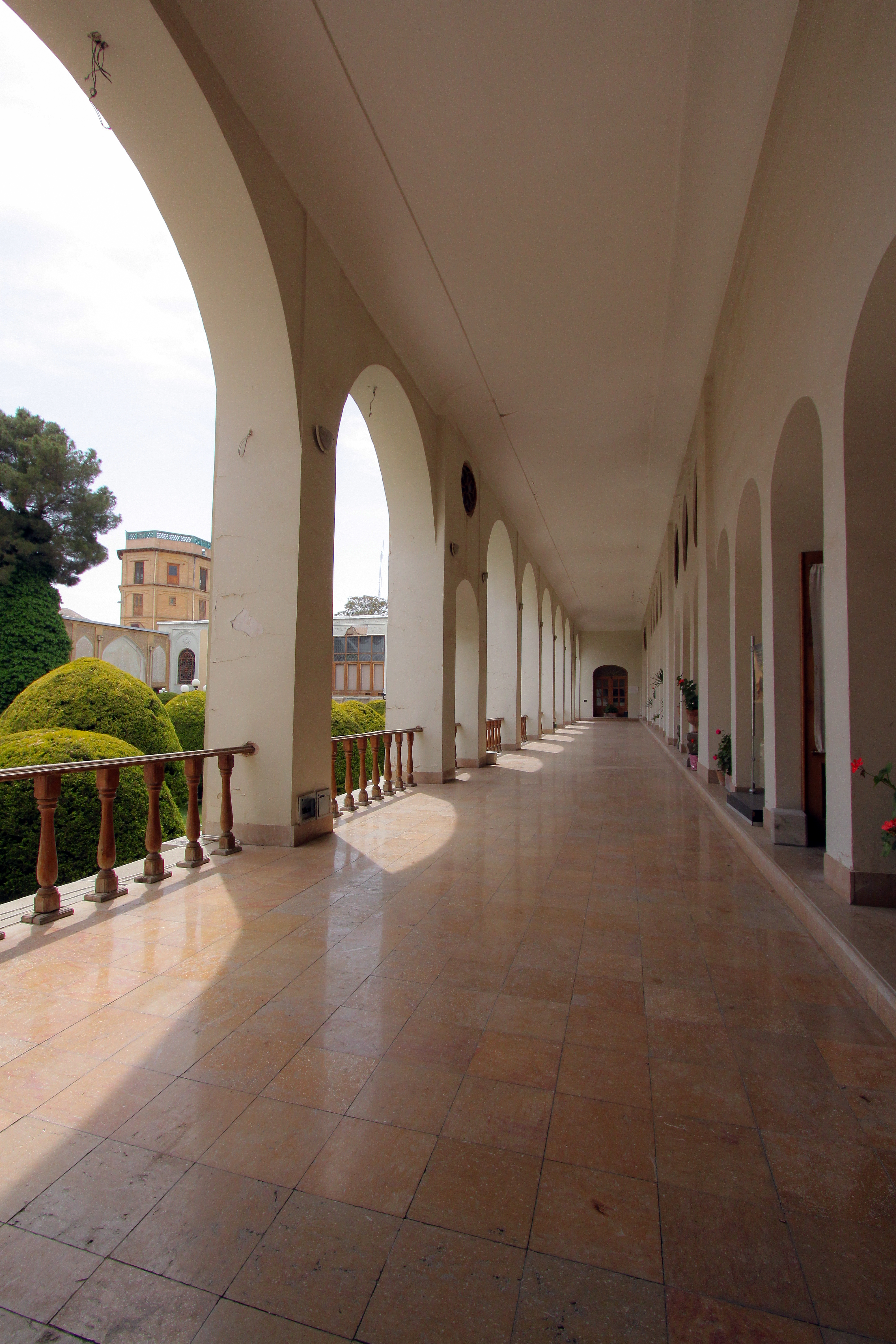
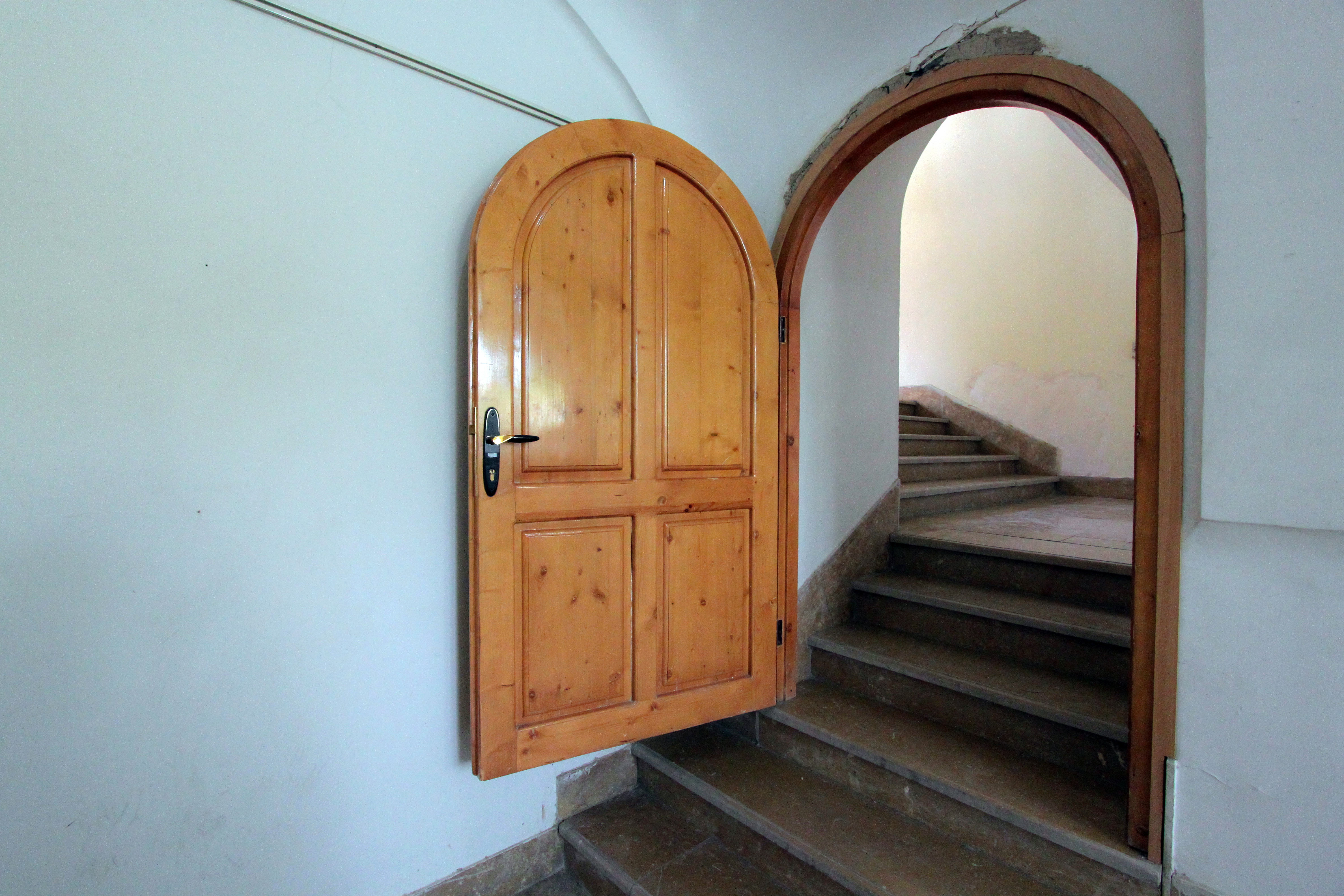
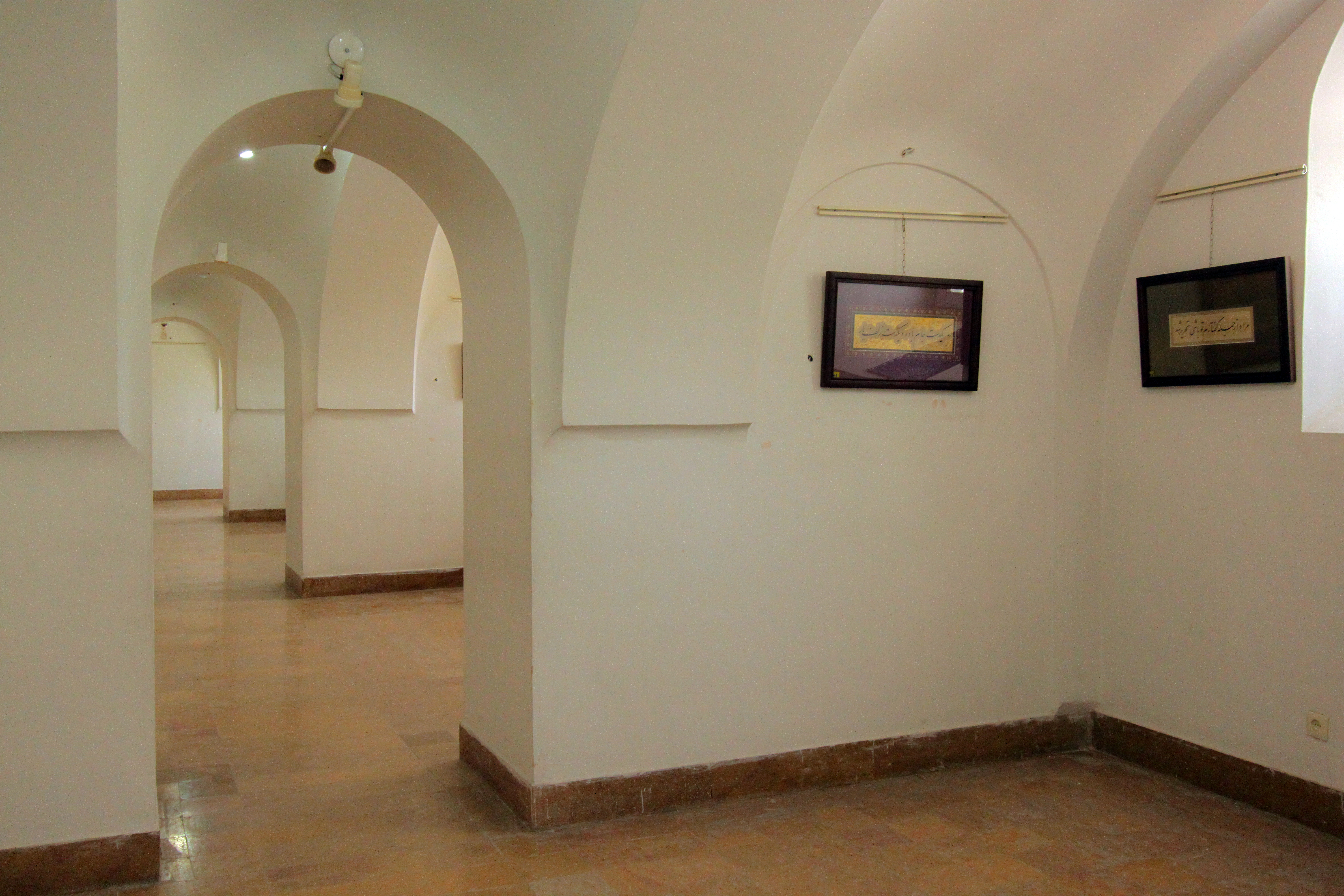
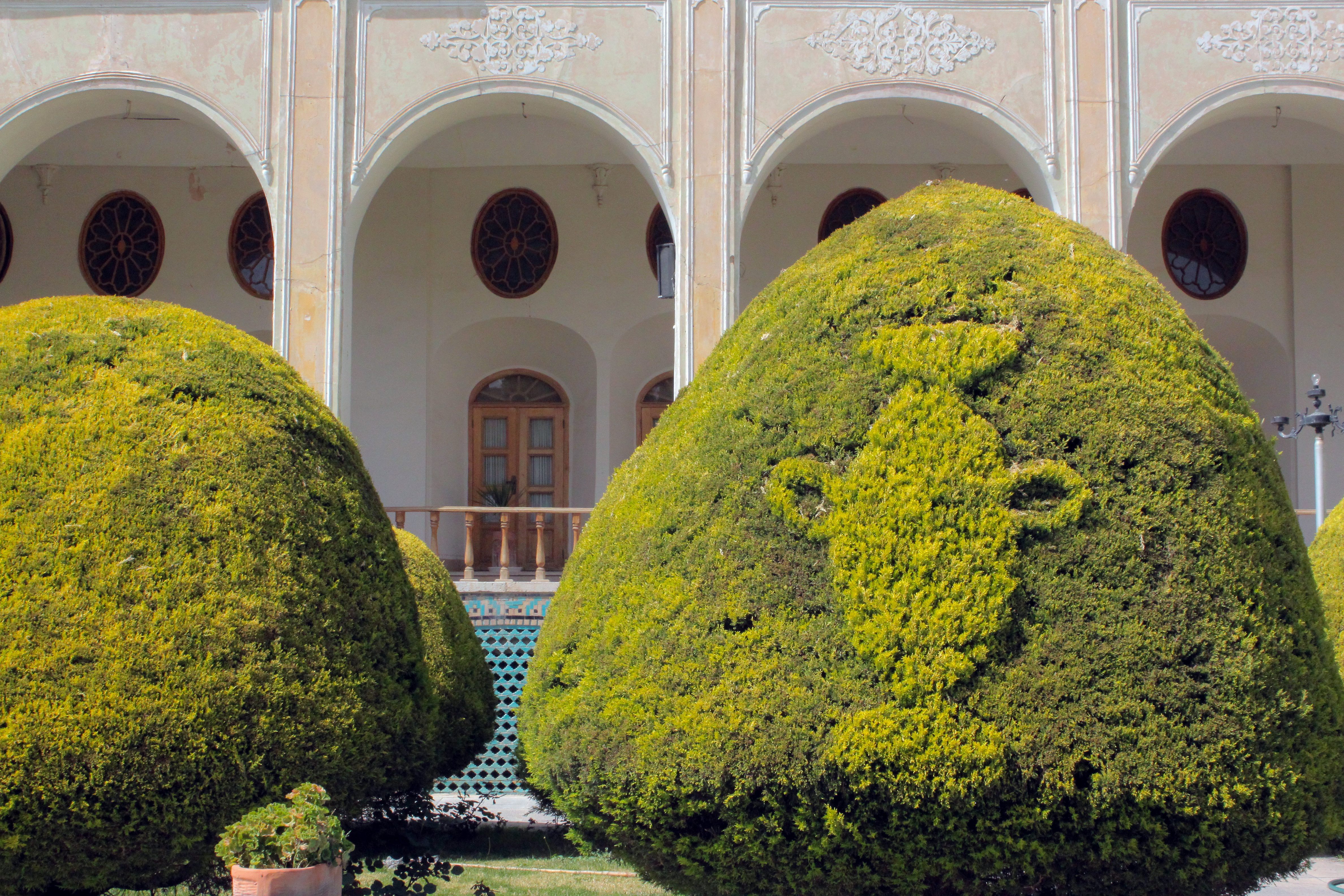
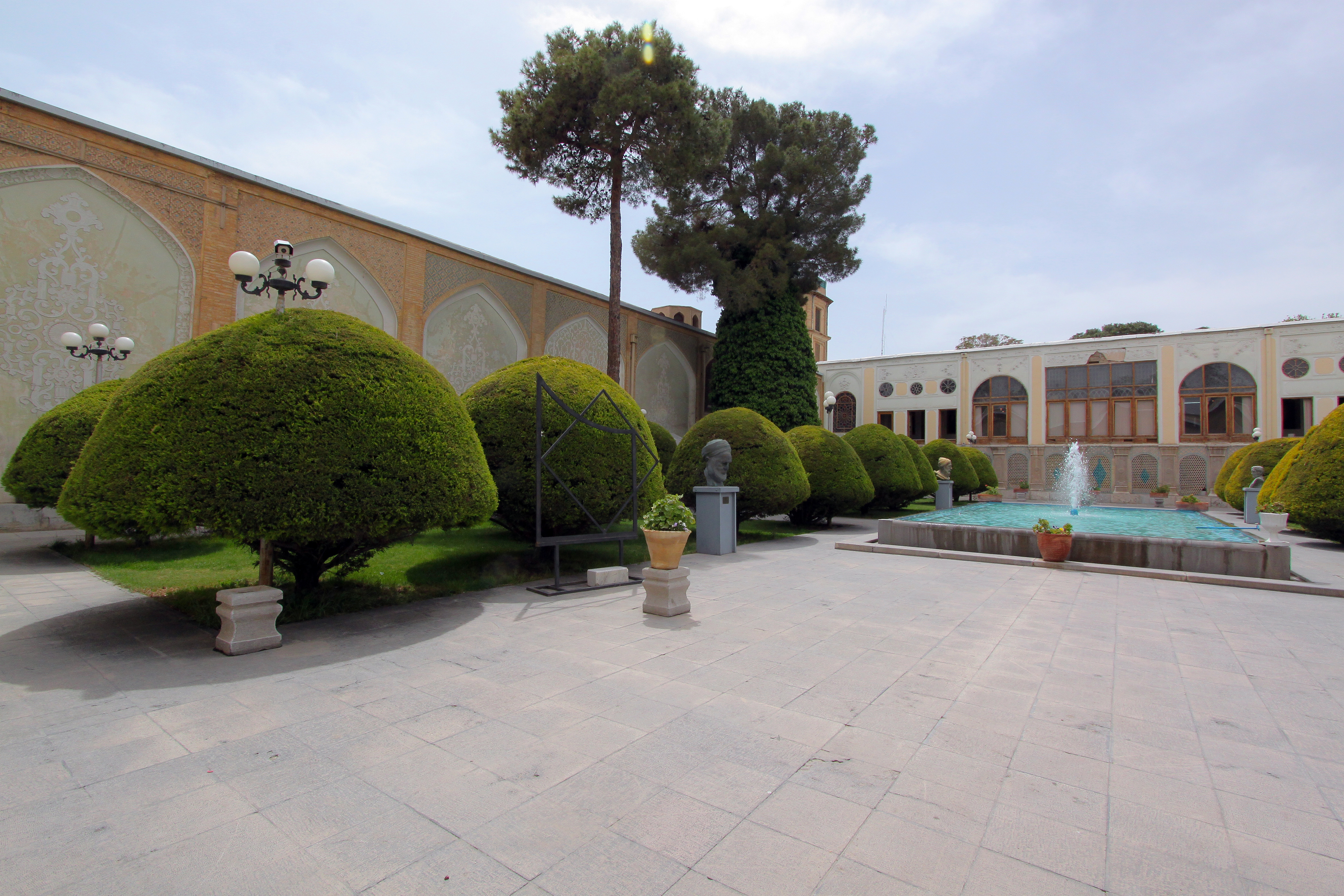
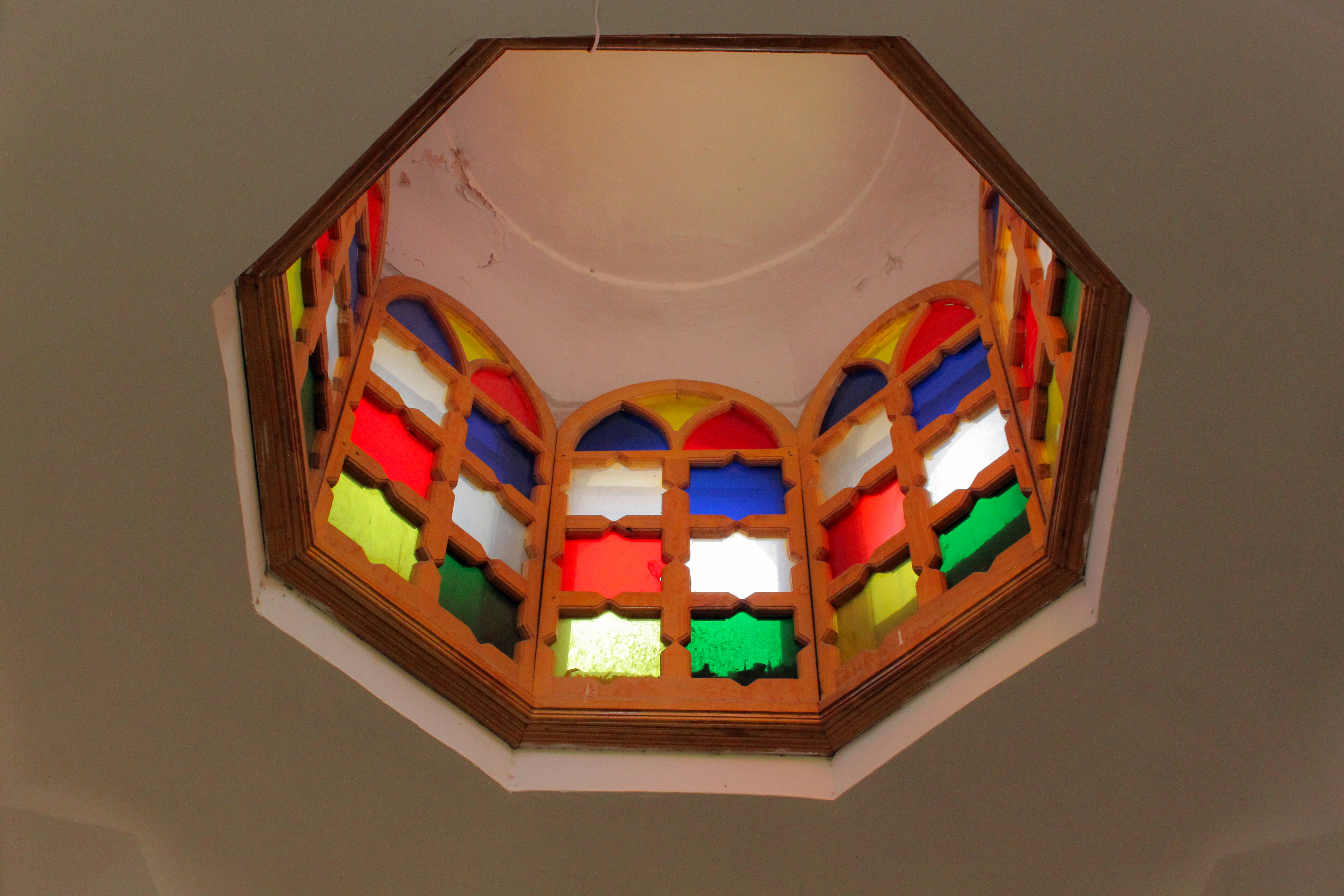
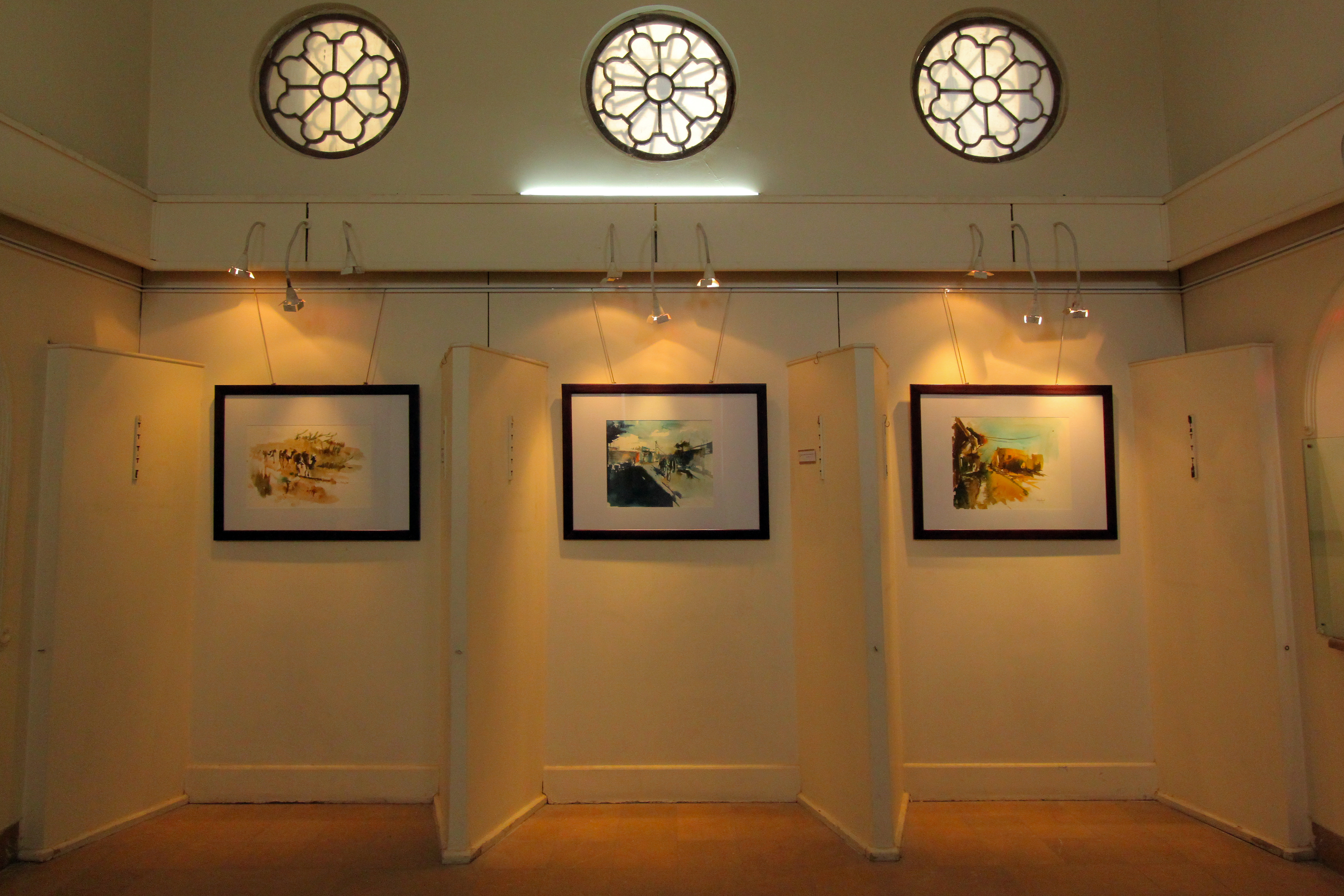
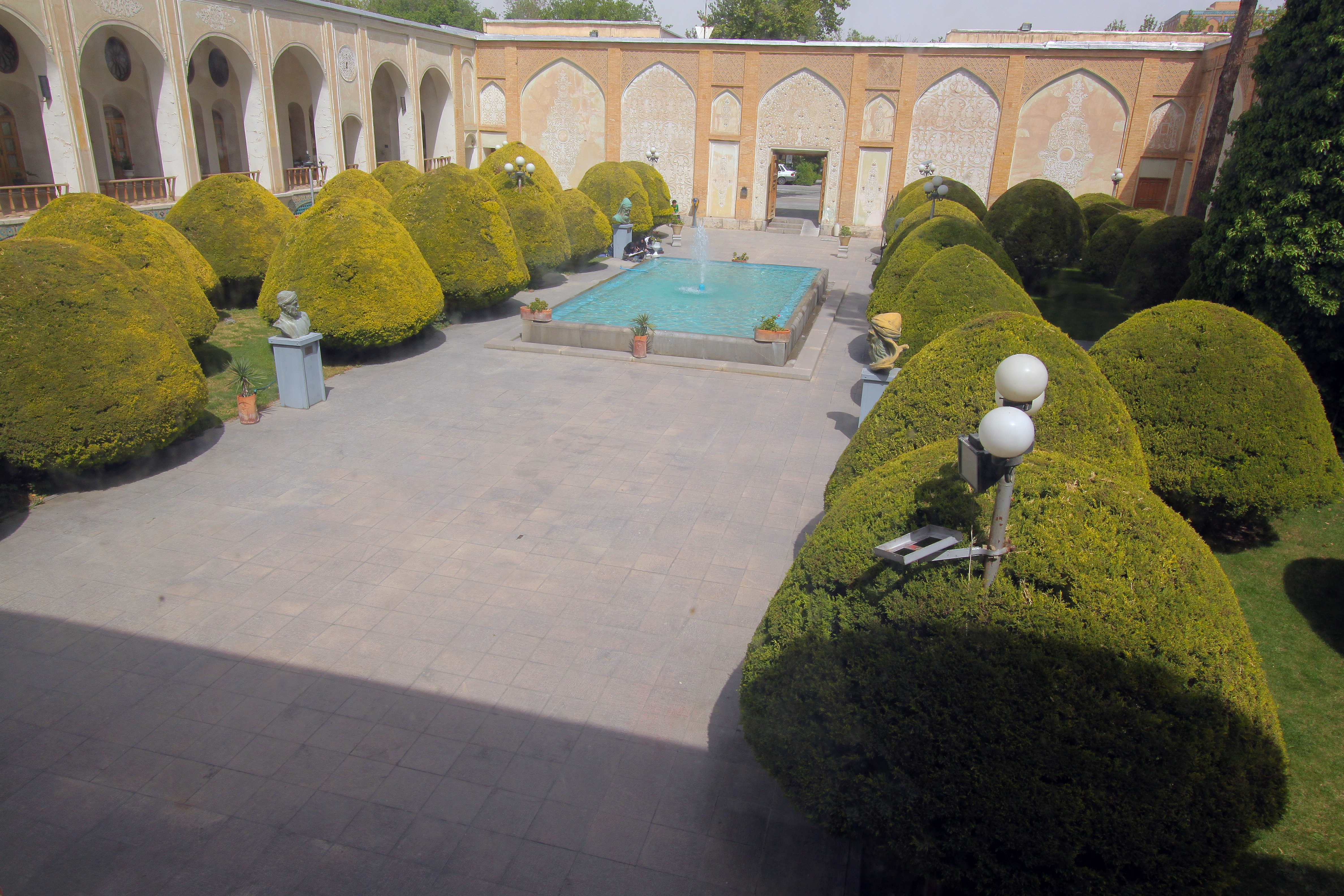